# Promocash
Promocash est une entreprise française, fondée en 1965, spécialisée dans le libre-service de gros, qui appartient au groupe Carrefour. Elle exploite une chaîne de magasins en France sous l'enseigne éponyme.

## Historique
Le groupe Promodès ouvre son premier magasin de vente en libre-service à destination des professionnels en 1965 au Havre. Après des débuts timides durant les 20 premières années, l'enseigne se développe rapidement à partir de 1988, pour atteindre 130 magasins en 1994, dans un contexte de forte croissance du cash and carry en France : le chiffre d'affaires du secteur, qui concurrence les grossistes indépendants, est passé de 5,7 milliards de francs en 1985 à 15,65 milliards en 1992.
Dans le giron du groupe Promodès, l'enseigne fait partie de Génédis, puis devient une filiale du groupe Carrefour à la suite de la fusion Promodès-Carrefour en 1999, année où l'enseigne enregistre un chiffres d'affaires de 5,1 milliards de francs.
À partir de 2006, Promocash effectue la transition d'un modèle de magasins intégrés à un modèle en franchise.
En janvier 2023, l'entreprise ouvre son 147ème magasin[source insuffisante].

## Identité visuelle

Ancien logo de 2002 à 2012
Logo depuis 2012
Logo depuis le 1er septembre 2022